# Mecklenburgisch-Vorpommersches Grenztal

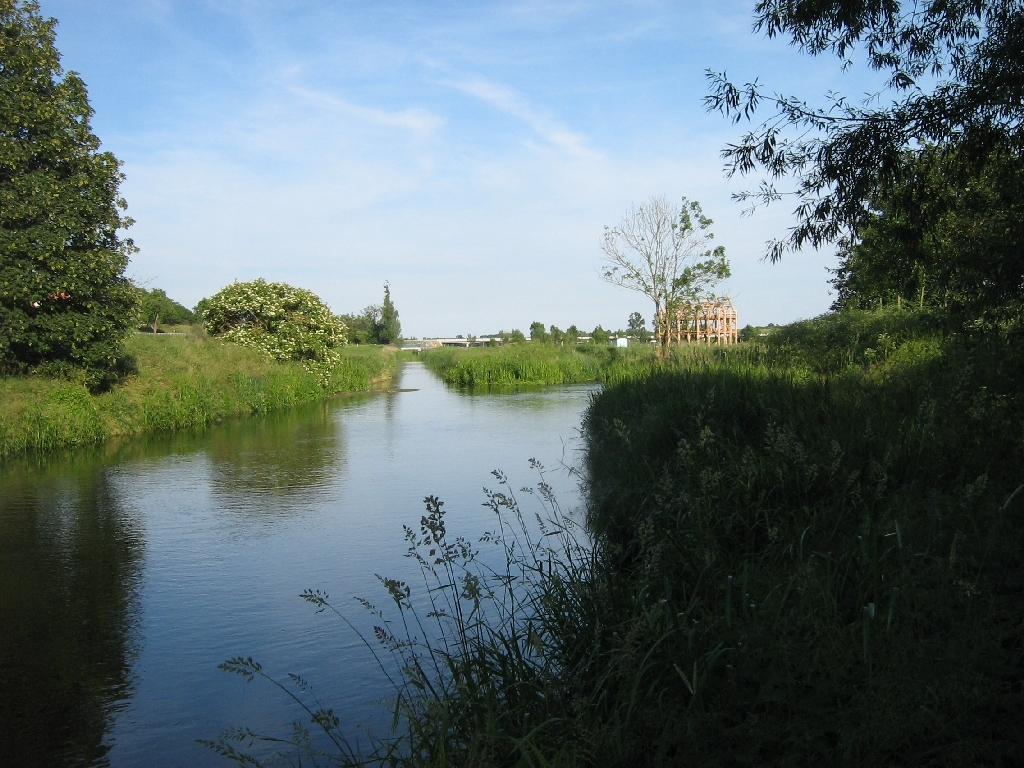
Mündung des Landgrabens in die Tollense bei Klempenow

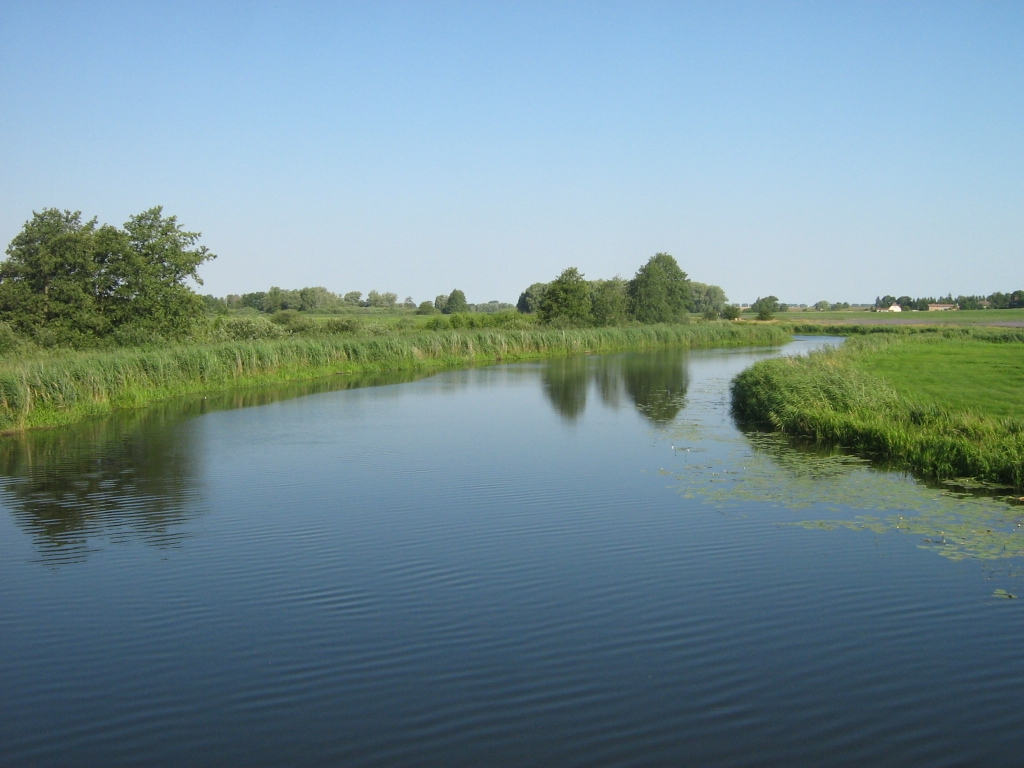
Trebel bei Demmin

Das Mecklenburgisch-Vorpommersche Grenztal, auch als Mecklenburgisch-Pommersches oder Mecklenburgisches Grenztal bezeichnet, ist eine zusammenhängende flachmuldige Tallandschaft in Mecklenburg-Vorpommern. Durch diese verlief bis ins 20. Jahrhundert die Landesgrenze zwischen Mecklenburg und Pommern. Es handelt sich um ein von Südosten nach Nordwesten verlaufendes Urstromtal, das zum Ende der Weichseleiszeit die Schmelzwasser zur Ostsee abtransportierte.
Das Grenztal beginnt nordöstlich der mecklenburgischen Stadt Friedland, durchläuft das Tal des Landgrabens und setzt sich bei Klempenow im unteren Tal der Tollense fort. Ab Demmin gehört das untere Trebeltal bis Tribsees zum Grenztal, von wo es weiter bis Bad Sülze verläuft. Dort erstreckt es sich durch das untere Tal der Recknitz, mit dem es bei Ribnitz-Damgarten im Ribnitzer See endet.
Das Grenztal führte das Schmelzwasser aus dem Haffstausee ab. Mit dem Rückgang der Vergletscherung wurde diese Funktion vom unteren Peenetal sowie dem oberen Trebeltal, zuletzt von Ziese und Ryckgraben übernommen. Das Peenetal und das obere Trebeltal sind bei Demmin unmittelbar mit dem Grenztal verbunden. Die heute über die ehemaligen Urstromtäler entwässernden Flüsse fließen teilweise zur Richtung der Schmelzwasserströme entgegengesetzt. Das betrifft den östlichen Landgraben, die Trebel sowie das Peenetal. Zwischen den Flusssystemen der Peene-Trebel und der Recknitz verläuft eine Talwasserscheide.
Nach dem Ende der Weichseleiszeit bildeten sich in den Tälern großflächige Niedermoore heraus, später auch vereinzelt Hochmoore wie das Grenztalmoor (Rauhes Moor) zwischen Bad Sülze und Tribsees. In den vergangenen Jahrhunderten wurden die Talflächen von der ansässigen Bevölkerung als Grünland für die Viehwirtschaft genutzt. Dazu erfolgten stellenweise umfangreiche Meliorationsarbeiten. Auch der in den Moorböden gebildete Torf wurde als Brennmaterial gewonnen. Seit den 1990er Jahren wurden mehr als 30 Quadratkilometer Moorfläche gefördert von der EU und durch Moorschutzprojekte des Landes Mecklenburg-Vorpommern planmäßig wieder vernässt.
Die vermoorten Täler sind als Biotopverbundachsen zwischen dem Rückland der Mecklenburgischen Seenplatte und der Ostsee über die Region hinaus von Bedeutung. Das Trebeltal, das Peenetal und der Unterlauf der Recknitz sind als  Fauna-Flora-Habitate und Vogelschutzgebiete eingestuft.